# La Dame de Zagreb
La Dame de Zagreb (The Lady from Zagreb) est un roman policier historique de Philip Kerr, paru en anglais en 2015 et en français en 2016. Il s'agit du dixième roman mettant en scène le détective Bernie Gunther.

## Résumé
En 1956, sur la Côte d'Azur, Bernie Gunther se souvient de son amour perdu : la Dame de Zagreb.
L'action se situe à l'été 1943, soit quelques mois après l'histoire relatée dans Les Ombres de Katyn et à laquelle Bernie Gunther fait allusion dans ce roman. 
Bernie se voit de nouveau mis à contribution par Joseph Goebbels. Celui-ci, en tant que ministre de la Propagande du Troisième Reich, tient sous sa tutelle l'ensemble de l'industrie cinématographique allemande et ses liaisons avec plusieurs actrices, en dépit de son apparence disgracieuse, sont notoires. Ainsi a-t-il jeté son dévolu sur Dalia Dresner, une étoile montante d'origine croate (de son vrai nom, elle s'appelle Sofia Brankovic) dont le physique évoque aussi bien Hedy Lamarr que Pola Negri. Toujours soucieux de donner au public des images réconfortantes, il souhaite la faire tourner dans un grand film populaire destiné à remonter le moral du peuple. Or Dalia Dresner semble s'être réfugiée à Zurich. C'est en tout cas ce que pense Goebbels, qui ordonne à Bernie de la convaincre de revenir. 
Toutefois, l'affaire se complique car Dalia pose une condition à son retour : elle n'acceptera que si on l'aide à retrouver son père, disparu en Yougoslavie depuis des années. De Berlin à Zagreb, de l'État indépendant de Croatie à la Suisse, Bernie traverse une Europe à feu et à sang, manque d'être tué par des espions américains et poursuit sa quête du père de Dalia, un oustachi antisémite qui dirige un camp de concentration local et se vante d'avoir égorgé plus de 1300 prisonniers serbes en une seule journée au moyen d'un srbosjek. Walter Schellenberg, le chef de la section espionnage du RSHA, l'a prévenu : c'est l'enfer qui l'attend.

## Galerie

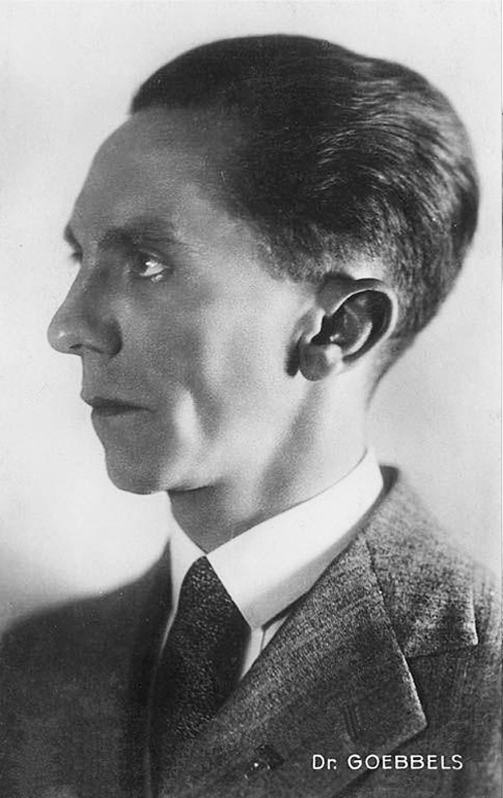
Joseph Goebbels
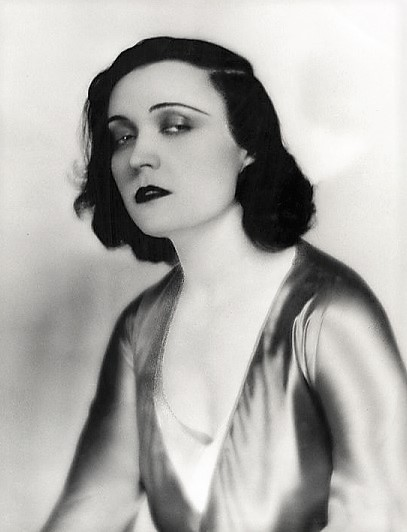
Pola Negri
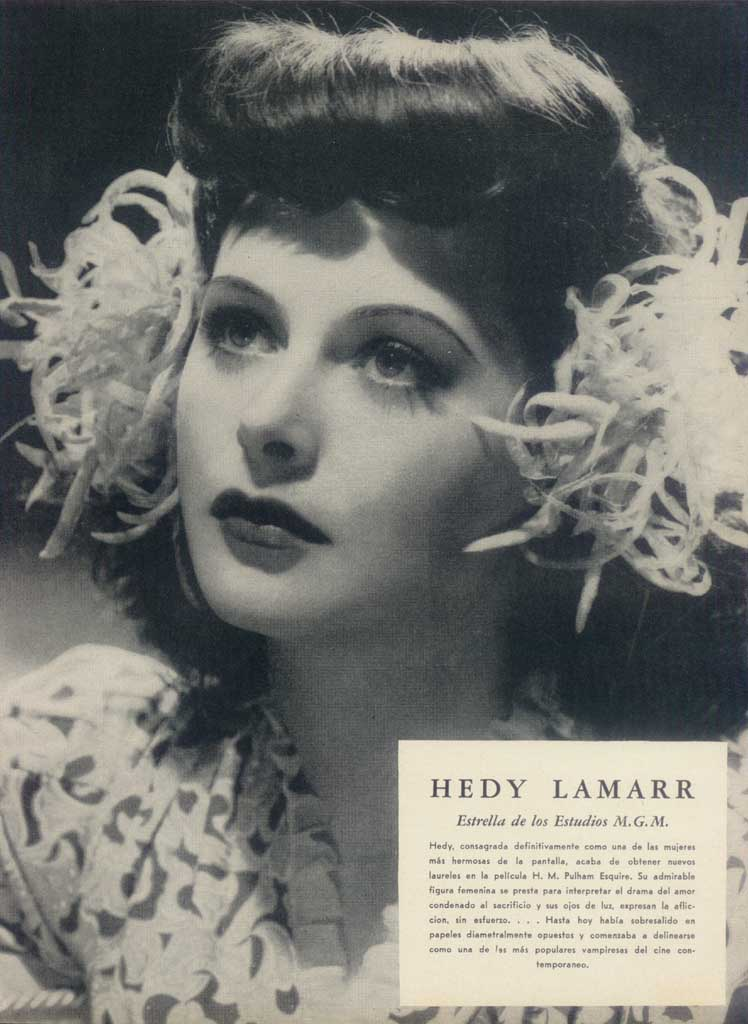
Hedy Lamarr
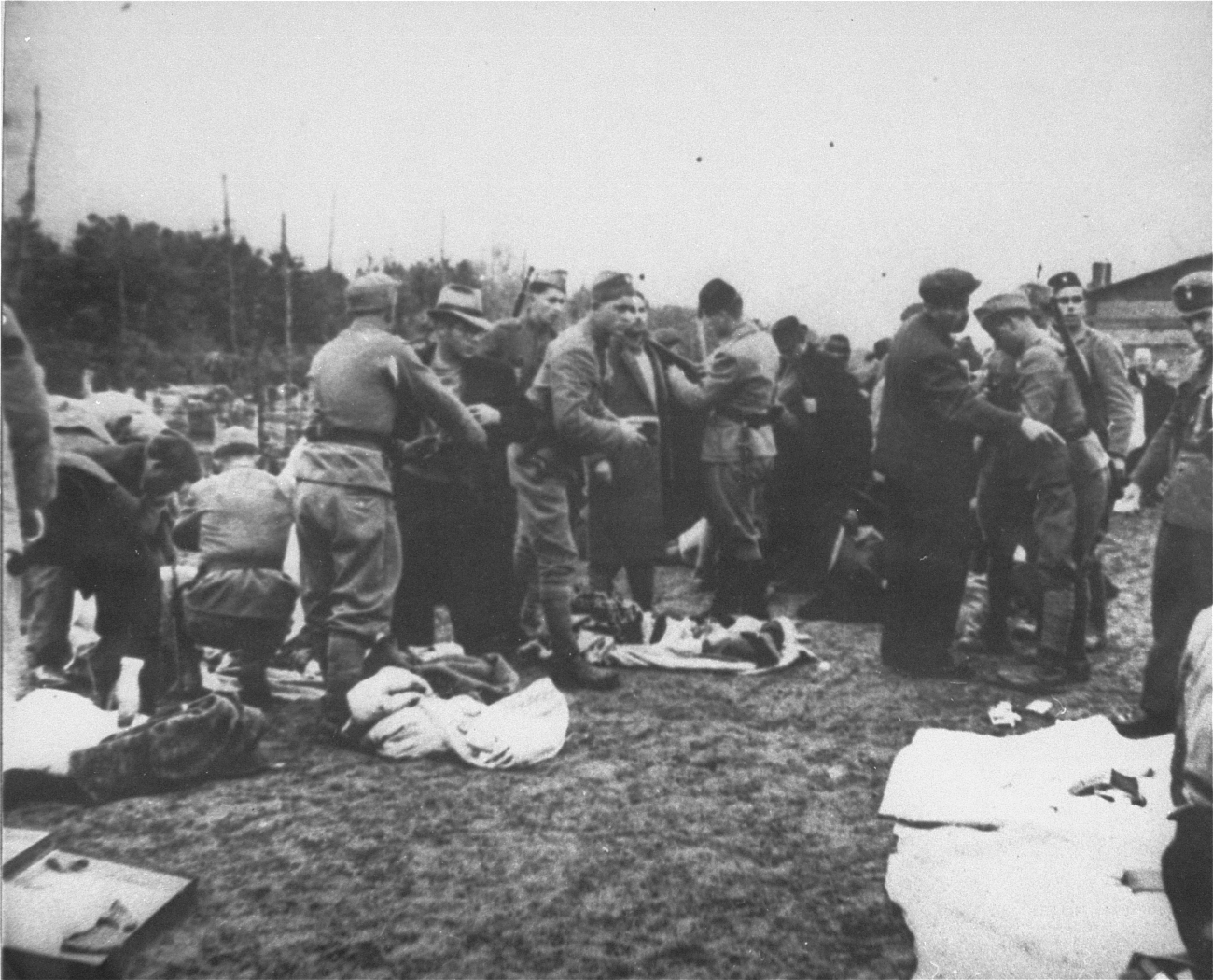
Gardes oustachis dépouillant des prisonniers à leur arrivée au camp d'extermination de Jasenovac
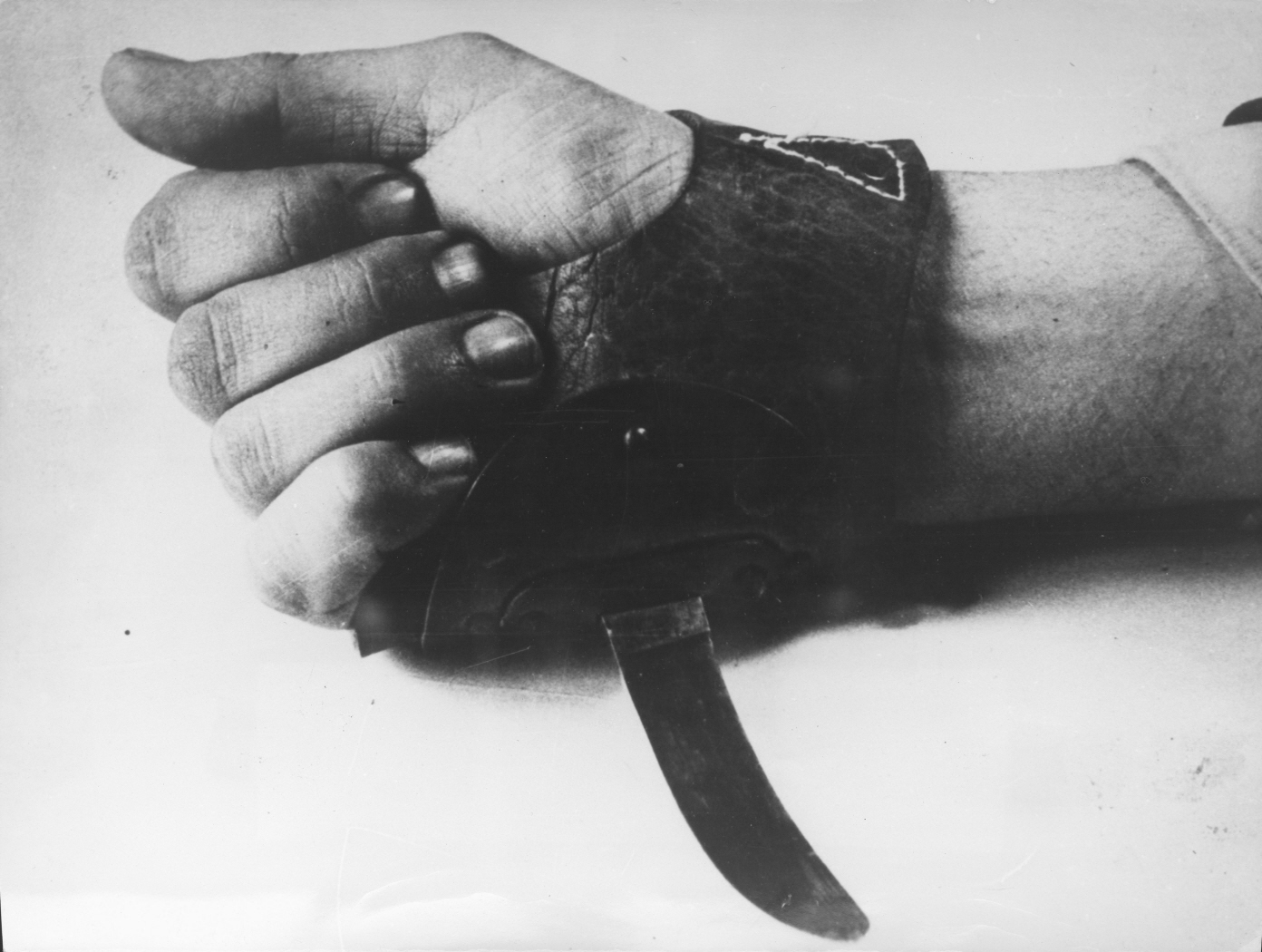
Un srbosjek, ou « coupe-Serbe »